# 塩田温泉
塩田温泉（しおたおんせん）は、兵庫県姫路市夢前町（旧国播磨国）にある温泉。薬湯として知られてきた塩田温泉（湯元上山旅館）と2006年（平成18年）に源泉をボーリングした姫路ゆめさき川温泉（夢乃井）の2つのスポットで形成されている。

## 泉質
炭酸重曹弱食塩泉(含二酸化炭素-ナトリウム-炭酸水素塩冷鉱泉)
飲用としては胃腸病、入湯としては神経痛に効能があるとされている。

## 温泉街
夢前川の上流部に位置し、周囲は田園風景が広がるのどかな立地にある歴史ある温泉郷。播磨・姫路の奥座敷として知られたが、現在は宿泊施設は減少し旅館が2軒となっている。また、書写山の麓の立地から、西国三十三所巡礼宿としての役割も担っている。
「書写と雪彦屏風に建てて塩田姫路の奥座敷」と詠われたこともあり、春の桜、秋の紅葉は一見の価値がある。夏は鮎に蛍、冬はボタン鍋などを名物とし、四季折々の山里の自然が満喫できる温泉となっている。かつて松茸の産地であったこともあり、松林も散見される純日本風の風景を醸し出している。また、日本初の世界文化遺産となった姫路城や姫路セントラルパークなど、周辺には観光地が多いが、数少ない姫路近郊の温泉地として知られる。

## 歴史
古くから効能高く飲用可能な湯治湯として名声を博し、300年前には湯治客があったと記載されており、それ以前の開湯と考えられている。湯元上山旅館は明治7年の創業ではあるが、その当時にはすでに数件の湯治宿があり江戸時代には、播磨地域のみならず、淡路、丹波、但州、摂津、備前をはじめ遠く四国地方からも多くの湯治客の訪れがあったという。
湯元上山旅館敷地内には、江戸時代より薬師如来が祀られているが、現在の薬師堂は地元の有志により1931年（昭和6年）に建て替えられたものである。昭和13年には弘法大師像が建立されている。例年4月12日には薬師堂の祭りが催されてきたが、現在は「塩田温泉薬師・つつじ祭り」に名を替え継承されている。

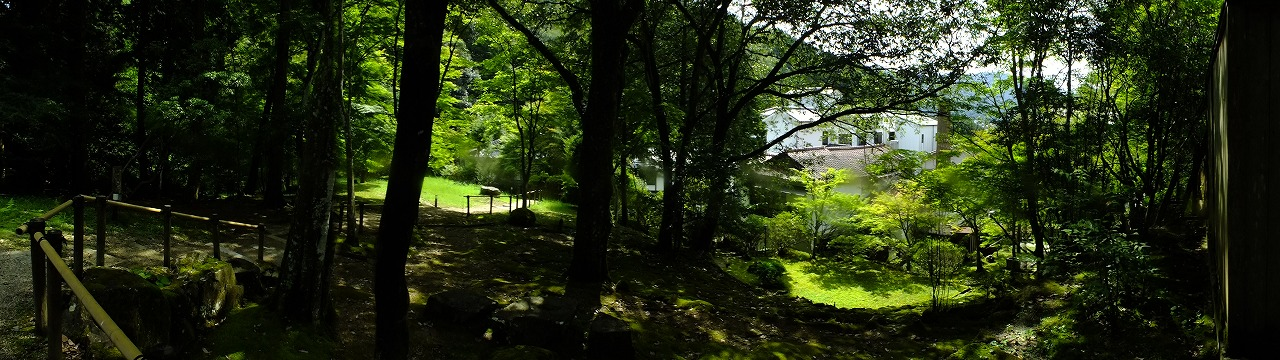
広い庭園の中に建つ湯元上山旅館。薬師堂などが建つ。

## アクセス
- 鉄道：JR・山陽電車姫路駅より神姫バス51系統「塩田経由前之庄」行き、「塩田経由山之内」行きに乗り、塩田温泉下車。所要34分。
- 車：中国自動車道夢前スマートインターチェンジより5分ほど、山陽自動車道山陽姫路西インターチェンジより15分ほど。